# Eero
Eero ist ein alter finnischer männlicher Vorname.

## Namenstag
- Finnland: 18. Mai
- Orthodox: 24. Juni

## Herkunft und Bedeutung
Eero ist eine Form von Erik bzw. Erich. Weitere finnische Formen dieses Namens sind Erkki und Eerikki.

## Namensträger

### Vorname
- Eero Aarnio (* 1932), finnischer Innen- und Möbeldesigner
- Eero Berg (1898–1969), finnischer Leichtathlet
- Eero Böök (1910–1990), finnischer Schachspieler
- Eero Elo (* 1990), finnischer Eishockeyspieler
- Eero Erkko (1860–1927), finnischer Journalist und Politiker
- Eero Ettala (* 1984), finnischer Snowboarder
- Eero Heinonen (* 1979), finnischer Bassgitarrist
- Eero Hirvonen (* 1996), finnischer Nordischer Kombinierer
- Eero Hyvärinen (Turner) (1890–1973), finnischer Turner
- Pontus Eero Jäntti (* 1968), finnischer Badmintonspieler
- Eero Järnefelt (1863–1937), finnischer Maler des Realismus
- Eero Koivistoinen (* 1946), finnischer Jazzmusiker
- Eero Kolehmainen (1918–2013), finnischer Skilangläufer
- Eero Kuusinen (* 1954), finnischer Skispringer und Skisprungfunktionär
- Eero Laine (Biathlet) (1926–1998), finnischer Biathlet
- Eero Lehmann (* 1974), deutscher Fechter
- Eero Lehtonen (1898–1959), finnischer Leichtathlet
- Eero Mäntyranta (1937–2013), finnischer Skilangläufer
- Eero Markkanen (* 1991), finnischer Fußballspieler
- Eero Naapuri (1918–1987), finnischer Offizier und Skisportler
- Eero Saarinen (1910–1961), finnischer Architekt und Designer
- Eero Somervuori (* 1979), finnischer Eishockeyspieler
- Eero Tapio (1941–2022), finnischer Ringer
- Eero Vaara (* 1968), finnischer Handelshochschullehrer

### Kunstfigur
- Eero, einer der Brüder in Aleksis Kivis Roman Die sieben Brüder